# Капсони, Рикардо
Рикардо Капсони (итал. Riccardo Capsoni; 19 января 1905, Верона — 13 апреля 1990) — итальянский музыкальный педагог.
Получил первоначальное музыкальное образование как скрипач в своём родном городе, затем совершенствовал своё мастерство в Праге под руководством Яна Маржака и в Риме под руководством Арриго Серато.
В 1931 году выиграл конкурс на замещение должность профессора скрипки в консерватории Римини и в дальнейшем занимался преимущественно педагогической работой, также выступал как музыкальный критик. C 1952 г. консультант веронского скрипичного мастера Джованни Паллавера (1908—1986). В 1963—1966 гг. директор Пармской консерватории — её первый руководитель, избранный преподавательским коллективом из своего состава. В 1970—1975 гг. повторно занимал директорский пост, в 1972—1973 гг. одновременно возглавлял филиал Пармской консерватории в Мантуе.